# Antony and the Johnsons (álbum)
Antony and the Johnsons fue editado por primera vez en 1998 en el sello Durtro, del poeta y cantante británico David Tibet. Posteriormente fue reeditado por la compañía Secretly Canadian en 2000 y 2004.

## Canciones
Todas las canciones están escritas por Antony Hegarty.
1. Twilight - 3:49
2. Cripple and The Starfish - 4:11
3. Hitler in my Heart - 3:32
4. The Atrocities - 3:53
5. River of Sorrow - 4:03
6. Rapture - 3:57
7. Deeper than Love - 4:40
8. Divine - 3:13
9. Blue Angel - 3:35

- Datos: Q1278395